# Emanuel Gularte Méndez
Emanuel Gularte Méndez (Montevideo, Uruguay, 30 de septiembre de 1997) es un futbolista uruguayo. Juega como defensa central y su actual equipo es el Club Atlético Peñarol de la Primera División de Uruguay.

## Trayectoria
Nacido en Montevideo en Uruguay, Emanuel Gularte es entrenado por el Montevideo Wanderers. Jugó su primer partido profesional el 15 de marzo de 2015, en un partido de liga contra el CA Atenas. Entra y su equipo pierde por dos goles a uno.
El 12 de noviembre de 2017, Gularte anotó su primer gol profesional, en un partido de liga contra el Club Nacional. Autor del segundo gol de su equipo ese día (derrota 2-3).
En enero de 2020, Gularte se une al Club Puebla de la Primera división de México. Jugó su primer partido con sus nuevos colores el 1 de agosto de 2020, contra el Cruz Azul. Entró en lugar de Amaury Escoto donde el marcador terminó 1-1.
El 14 de septiembre de 2022, Gularte extiende su contrato con el Club Puebla hasta diciembre de 2025.

## Selección nacional

### Sub-23
A finales de 2019, Emanuel fue convocado por Gustavo Ferreyra a una preselección de 25 jugadores para la preparación de la selección uruguaya sub-23 para el XIII Torneo Preolímpico Sudamericano con sede en Colombia.[actualizar]

### Participaciones en fases eliminatorias
| Torneo                           | Categoría | Sede     | Resultado     | Partidos | Goles |
| -------------------------------- | --------- | -------- | ------------- | -------- | ----- |
| Preolímpico Sudamericano de 2020 | Sub-23    | Colombia | Tercer puesto | 7        | 1     |

## Clubes
| Club                 | País    | Año             |
| -------------------- | ------- | --------------- |
| Montevideo Wanderers | Uruguay | 2015 - 2019     |
| Progreso             | Uruguay | 2019            |
| Puebla               | México  | 2020 - 2022     |
| Querétaro            | México  | 2023 - 2024     |
| Peñarol              | Uruguay | 2025 - presente |